# استورم اورو
استورم اورو (انگلیسی: Storm Uru؛ زادهٔ ۱۴ فوریهٔ ۱۹۸۵) ورزشکار روئینگ اهل نیوزیلند است.
وی در مسابقات کشوری و بین‌المللی در مجموع برندهٔ ۱ مدال طلا، ۱ مدال نقره، ۲ مدال برنز شده‌است.